# Ломы (сельское поселение Семибратово)
Ло́мы — деревня в Ростовском районе Ярославской области, входит в состав сельского поселения Семибратово. 

## История
В XVIII—XIX веках деревня входила в состав Кураковщины и относилась к гвоздевскому приходу. Позднее включена в Приимковскую волость.

По рукописи Хлебникова, на этом месте находилась военная ставка великого князя Василия Васильевича Тёмного во время войны его с князем Василием Шемякой-Косым; сюда-то к великому князю пришли два посланных, князья Юрий Иванович Тёмкин и Юрий Михайлович Касаткин, с известием, что «совершился великий лом Шемякиной рати и что великая кара ей бе на Красной горе», — в память чего великий князь и назвал это место Шемякины-Ломы.— А. А. Титов, «Ростовский уезд Ярославской губернии», 1886
.

## Население
| 2007 | 2010 |
| ---- | ---- |
| 36   | ↘34  |